# Ossaea cuneata
Ossaea cuneata är en tvåhjärtbladig växtart som beskrevs av Célestin Alfred Cogniaux. Ossaea cuneata ingår i släktet Ossaea och familjen Melastomataceae. Inga underarter finns listade i Catalogue of Life.